# Alcaloid tropanic

Structura chimică a tropanului, compusul de bază

Alcaloizii tropanici (greacă tropos-acțiune) reprezintă o clasă de alcaloizi de tipul biciclo[3.2.1], care se regăsesc în compoziția unor medicamente sau substanțe toxice. Conțin în structura lor un nucleu tropanic. Sunt compuși esterici.

## Stimulente
Exemple de schelete tropanice:

Exemple de alcalaozi tropanici care sunt esteri formați din reacția unui acid cu un tropanol:
| Hiosciamină | α(–)-Troponol-acid tropanic-Ester (Troponyltropat) |                                                                       |  |
| Atropină    | α(±)-Troponol-Tropasäure-Ester                     | (Racemat)                                                             |  |
| Scopolamină | α(±)-Troponol-Tropasäure-Ester                     | mit zusätzlicher Sauerstoffbrücke zwischen 6. und 7. C-Atom (Racemat) |  |
| Cocaină     | β-Troponol-acid benzoic-Ester (Troponylbenzoat)    | am 2. C-Atom mit Methylcarboxylat                                     |  |